# HU Дельфина
HU Дельфина (HU Delphini, сокр. HU Del) — звезда в северном созвездии Дельфин. Звезда имеет видимую звёздную величину 13.07m и не видна невооруженным глазом.
Из измерений тригонометрического параллакса известно, что звезда удалена примерно на 28,76 св. лет (8,82 пк).

## Свойства двойной системы
HU Дельфина — двойная система, причём обе звезды в системе красные карлики. Звезды имеют период обращения 538,6 дней. Эксцентриситет системы очень большой — 0.558. Наклонение орбиты в системе также довольно интересное — 145,4°, то есть для наблюдателя с Земли движение второй звезды по орбите будет ретроградное.
Первичный компонент системы имеет массу 23,7 % от солнечной, поэтому он полностью конвективный. В результате на его поверхности появляются частые звёздные пятна. В то время как нормальная температура поверхности первичной звезды составляет 3000 К, сами звёздные пятна более холодные: их температура всего 2700 К. Первичная звезда является вспыхивающей звездой. В каталоге ОКПЗ указано, что её яркость колеблется в пределах от 14.8m до 16.04m. Для того чтобы планета, аналогичная нашей Земле, получала примерно столько же энергии, сколько она получает от Солнца, её надо было бы поместить на расстоянии 0,02 а.е. (то есть гораздо ближе Меркурия, чей радиус орбиты равен 0,39 а.е.). Звезды, имеющие планеты, имеют тенденцию иметь большую металличность по сравнению с Солнцем, и первичная звезда имеет чуть большую металличность: содержание железа в ней относительно водорода составляет 117 % от солнечного.
Вторичная звезда имеет массу 11,4 % от массы Солнца.

## Ближайшее окружение звезды
Следующие звёздные системы находятся на расстоянии в пределах 20 световых лет от системы HU Дельфина (включены только: самая близкая звезда, самые яркие (<6,5m) и примечательные звёзды). Их спектральные классы приведены на фоне цвета этих классов (эти цвета взяты из названий спектральных типов и не соответствуют наблюдаемым цветам звёзд):
| Звезда       | Спектральный класс | Расстояние, св. лет |
| Глизе 144-25 | M4-5 V             | 4.88                |
| Вольф 1055   | M3n V              | 11.91               |
| Альтаир      | A7 V               | 12.28               |
| Глизе 849    | M3.5 V             | 14.40               |
| HD 190007    | K4 V               | 15.16               |
| Альшаин      | G8 IV              | 17.00               |
| Глизе 880    | M1.5 V             | 17.18               |
| 70 Змееносца | K0e V              | 17.99               |
| HR 7722      | K0 V               | 18.04               |
| GJ 1245      | M5.5e V            | 18.38               |
| Йота Пегаса  | F5 V               | 18.98               |
| 61 Лебедя    | K5 V               | 19.60               |
| Глизе 686    | M0 V               | 19.81               |

Рядом со звездой, на расстоянии 20 световых лет, есть ещё порядка 20 красных и жёлтых карликов спектрального класса K и G, а также 4 белых карлика, которые в список не попали.

### Комментарии
1. ↑  Расстояние рассчитано по приведённому значению параллакса